# Banque SYZ
Banque SYZ SA è una banca privata ginevrina del gruppo bancario svizzero SYZ fondata nel 1996 da Eric Syz, Alfredo Piacentini e Paolo Luban. Eric Syz ha assunto il controllo quasi totale delle azioni della holding del Gruppo dopo che due dei cofondatori, in giugno 2014, hanno lasciato il gruppo per intraprendere nuovi progetti professionali.
La banca si dedica alla gestione patrimoniale attraverso due attività: la banca privata (SYZ Wealth Management) e la gestione istituzionale (SYZ Asset Management), sotto forma di mandati segregati e attraverso i fondi di investimento OYSTER Funds.
La banca è presente in Svizzera a Ginevra, Zurigo, Lugano, Locarno e, all'estero, a Milano, Madrid, Londra, Edimburgo, Lussemburgo, Bruxelles, Parigi, Monaco di Baviera, Nassau, Miami e Johannesburg. A dicembre 2017 la massa gestita dal Gruppo ammontava a CHF 37.2 miliardi

## Storia
Banque SYZ SA è stata fondata a Ginevra nel gennaio 1996. In luglio dello stesso anno è stata costituita la SICAV lussemburghese OYSTER. Nel 1999 la Banca inizia il suo sviluppo internazionale con la costituzione a Nassau di SYZ Bank & Trust, e nazionale, con l'apertura in Svizzera di uffici a Lugano e a Locarno. In luglio 2001 apre i battenti l'ufficio di Lussemburgo, immediatamente seguito dall'ufficio di Londra in agosto 2001.
Nel 2002 si associa al gruppo italiano Albertini per creare a Milano la società di gestione Albertini SYZ, che assumerà la forma giuridica di banca in novembre 2003 con il nome di Banca Albertini SYZ. Nel 2013, SYZ assume il controllo della Banca Albertini SYZ. Nel marzo 2003 la Banca apre l'agenzia di Zurigo. Nel 2010 la banca decide di riunire tutte le attività di gestione istituzionale all'interno di una nuova entità che si chiamerà SYZ Asset Management.
Nel 2011 SYZ apre l'ufficio di Parigi dedicato alla distribuzione dei fondi di investimento OYSTER presso la clientela istituzionale francese. In giugno 2012 il gruppo costituisce SYZ Swiss Advisors, la società di gestione svizzera registrata presso la Securities and Exchange Commission (SEC) che si rivolge specificatamente agli investitori statunitensi. In corrispondenza con una delle finestre di uscita previste dal contratto di associazione, due dei tre soci fondatori, Alfredo Piacentini e Paolo Luban, lasciano il gruppo nel giugno 2014. Eric Syz ne diventa quindi l'azionista di maggioranza e CEO.
In luglio 2014 la Banque SYZ si guadagna il titolo di migliore banca svizzera in termini di solidità nella graduatoria annuale delle maggiori banche mondiali (Top 1000 World Banks 2014), stilata dalla rivista britannica The Banker, appartenente al gruppo Financial Times. La solidità delle banche è misurata in base al rapporto capitale / attività (capitale proprio di base diviso per le attività). In ottobre 2014, la Banque SYZ è dichiarata Best Private Banking Boutique dalla giuria dei Global Private Banking Awards 2014 organizzati dalle riviste britanniche Professional Wealth Management (PWM) e The Banker, entrambe pubblicazioni del gruppo Financial Times.
Nel luglio 2015, SYZ acquista Royal Bank of Canada (Suisse) SA. In ottobre 2016, la Banque SYZ è dichiarata per il terzo anno consecutivo Best Private Banking Boutique dalla giuria dei Global Private Banking Awards organizzati dalle riviste britanniche Professional Wealth Management (PWM) e The Banker, entrambe pubblicazioni del gruppo Financial Times. Nel mese di dicembre 2016, un ramo di SYZ Asset Management (Europe) Ltd si apre a Monaco di Baviera. In settembre 2017, un ramo di SYZ Asset Management (Europe) Ltd si apre a Madrid.

## Affiliazioni
La banca è membro delle associazioni seguenti:
- Associazione Svizzera dei Banchieri[12]
- Fondation Genève Place Financière[13]
- Associazione di Banche Svizzere di Gestione Patrimoniale ed Istituzionale[14]
- Associazione Svizzera di Gestori di Patrimoni (ASG)[15]
- Associazione Bancaria Ticinese[16]